# Simiskina pediada
Simiskina pediada är en fjärilsart som beskrevs av William Chapman Hewitson 1877. Simiskina pediada ingår i släktet Simiskina och familjen juvelvingar. Inga underarter finns listade i Catalogue of Life.

## Bildgalleri

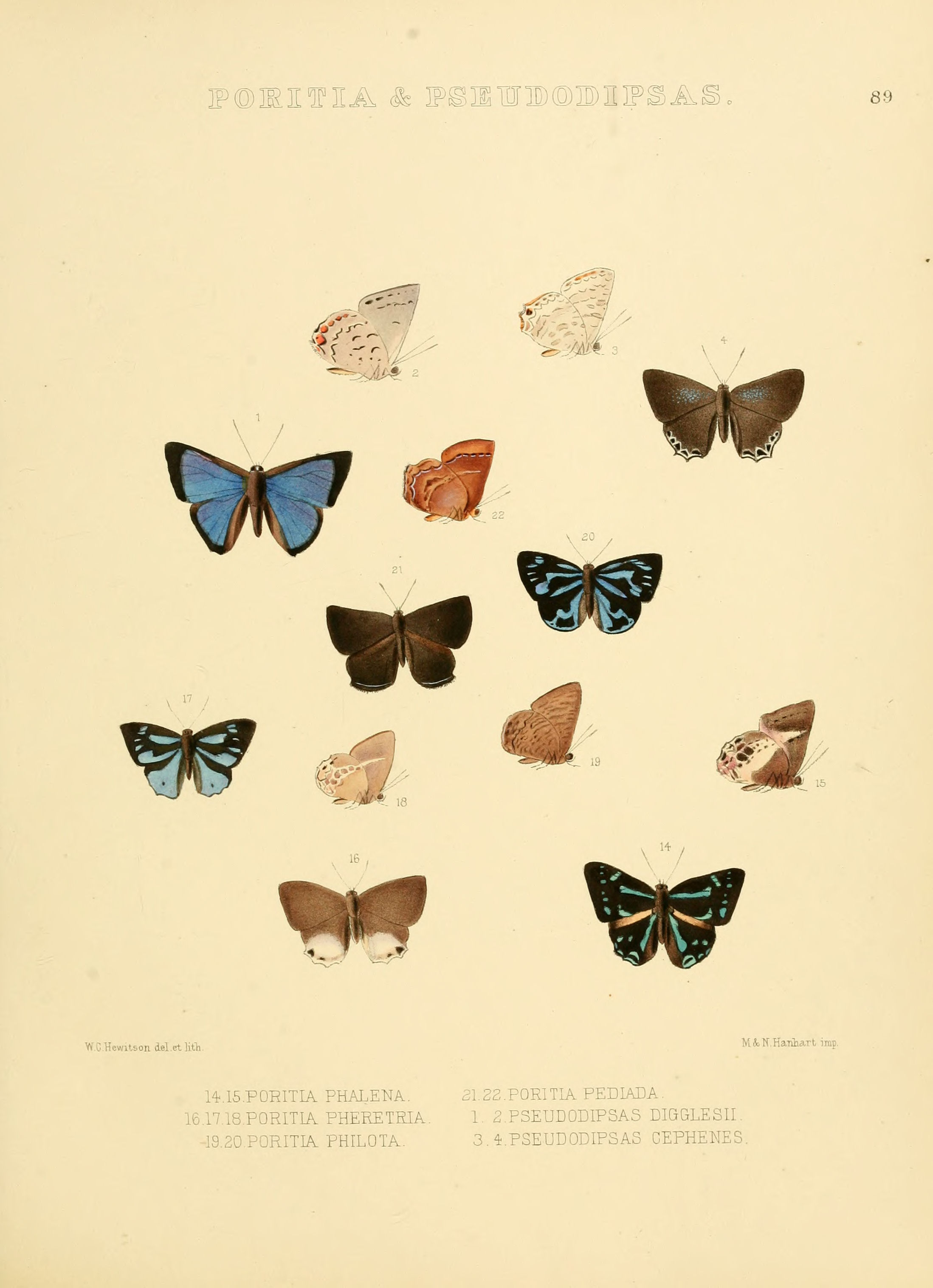